# Werner Ferrari (Basketballspieler)
Werner Ferrari ist ein ehemaliger deutscher Basketballspieler.

## Leben
Ferrari spielte ab 1973 mit ADB Koblenz in der Basketball-Bundesliga und war mit der Mannschaft bis 1976 in der höchsten deutschen Spielklasse vertreten. In der Saison 1975/76 stieg er mit Koblenz als Tabellenvorletzter aus der Bundesliga ab.
Nach Ferrari, der beim Stadtsportverband Koblenz Fachreferent für die Sportart Basketball wurde, ist ein Basketballturnier benannt, das von der SG Lützel/Post SV Koblenz veranstaltet wird.